# David Bravo Bueno

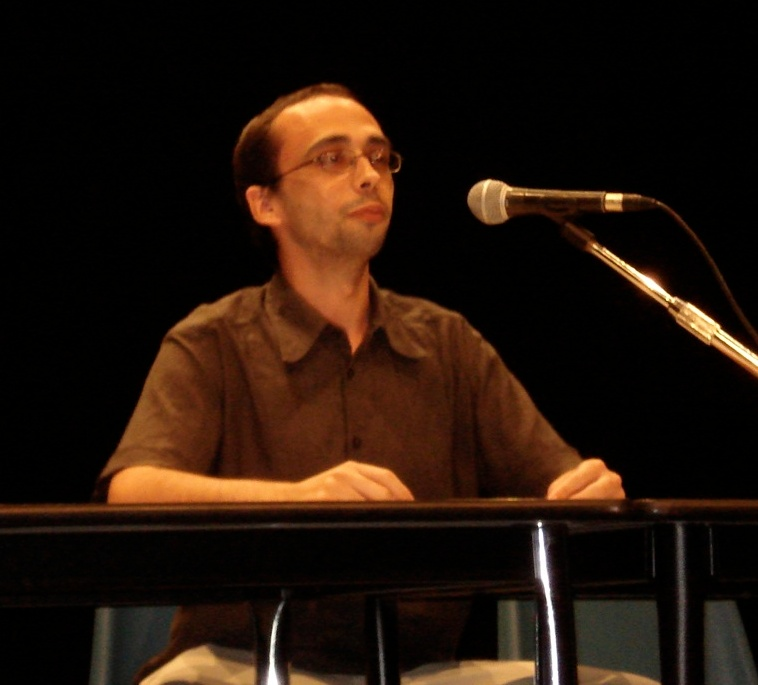

David Bravo Bueno (Sevilha, Andaluzia, Espanha, 20 de fevereiro de 1978), advogado especializado em direito informático e especialmente em propriedade intelectual. Conhecido por sua participação em debates e eventos para defender o direito à cultura e ao conhecimento, divulgando no que consiste o direito à cópia privada (ou copyright).
Em março de 2005, publica uma carta ao presidente da Espanha, José Luis Rodríguez Zapatero, a respeito da Lei sobre Propriedade Intelectual, a favor de compartilhar o conhecimento, e não restringir ainda mais os direitos do autor.
Foi deputado eleito pelo Podemos.
Em 2010, foi o principal opositor à "Lei Sinde".